# Hävetkää!
Hävetkää! fue el primer EP de la banda de heavy metal Timo Rautiainen & Trio Niskalaukaus lanzado en 1997 y en 2002 fue relanzado por Ranka Records.

## Canciones
1. «Leijonan periaatteet»
2. «Ihmisen oikeus»
3. «Talvi-illan tarina»
4. «Lajinsa viimeiset»
5. «Tilinteon hetki»